# Кутозуб Буланже
Кутозуб Буланже (Hynobius boulengeri) — вид земноводних з роду Кутозубий тритон родини Кутозубі тритони. Отримав назву на честь вченого Жоржа Буланже

## Опис
Загальна довжина становить 14,4—20,7 см. Голова широка. Язик має форму еліпса. Тулуб масивний. Має 12—13 реберних борозен. Кінцівки довгі, задні — з 5 пальцями. Хвіст кремезний, сплощений з боків. Забарвлення спини синювато-чорне, черево трохи світліше.

## Спосіб життя
Полюбляє листяні, хвойні, змішані гірські ліси. Зустрічається на висоті від 200 до 1750 м над рівнем моря. Активний уночі. Живиться павуками, комахами, дощовими хробаками.
Період розмноження триває з лютого до кінця травня. Самиця відкладає від 8 до 47 яєць відкладає в гірських потоках. У деяких личинок метаморфоз відбувається з серпня по жовтень, але більшість залишаються в личинкової стадії розвитку до наступного літа.

## Розповсюдження
Мешкає на островах Хонсю, Сікоку і Кюсю (Японія).